# Krokvattnet (Silbodals socken, Värmland)
Krokvattnet är en sjö i Årjängs kommun i Värmland och ingår i Göta älvs huvudavrinningsområde. Sjön har en area på 0,137 kvadratkilometer och ligger 281,7 meter över havet.

## Delavrinningsområde
Krokvattnet ingår i det delavrinningsområde (660450-130549) som SMHI kallar för Utloppet av Övre Gla. Medelhöjden är 212 meter över havet och ytan är 44,37 kvadratkilometer. Räknas de 12 avrinningsområdena uppströms in blir den ackumulerade arean 138,83 kvadratkilometer. Glasälven (Sörbohedsälven) som avvattnar avrinningsområdet har biflödesordning 3, vilket innebär att vattnet flödar genom totalt 3 vattendrag innan det når havet efter 279 kilometer. Avrinningsområdet består mestadels av skog (58 procent). Avrinningsområdet har 13,41 kvadratkilometer vattenytor vilket ger det en sjöprocent på 30,2 procent.